# Marko Pjaca
Marko Pjaca (nascut el 6 de maig de 1995) és un futbolista croat que juga com a migcampista pel Genoa CFC, cedit per la Juventus FC i per la selecció de futbol de Croàcia.

## Carrera de club

### Lokomotiva
Pjaca va començar la seva carrera professional al Lokomotiva Zagreb. Hi va jugar 49 49 partits de lliga, en què va marcar 9 gols, durant les dues temporades que va passar al club.

### Dinamo de Zagreb
L'estiu de 2014, Pjaca va fitxar pel campió regnant a Croàcia, el Dinamo de Zagreb. Va debutar amb el seu nou club en el partit inaugural de la nova temporada, en què va marcar contra l'Slaven Belupo. L'11 de desembre de 2014, va marcar un hat-trick gràcies al qual el Dinamo va derrotar el Celtic FC 4–3 en el darrer partit de la fase de grups de la Lliga Europa de la UEFA.

## Internacional
Va debutar com a internacional amb la selecció absoluta el 4 de setembre de 2014, substituint Mateo Kovačić els darrers 12 minuts d'un partit amistós que acabà en victòria 2–0 contra Xipre a l'Stadion Aldo Drosina de Pula. El 3 de setembre de 2015, va debutar en competició oficial en un partit de classificació per a l'Eurocopa 2016 contra l'Azerbaidjan, jugant com a titular i partitipant tot el partit, que acabà 0-0. El 4 de juny de 2016, va marcar el seu primer gol amb la selecció croata, en una victòria per 10-0 contra San Marino. El maig de 2016, va entrar en la selecció de 23 homes per disputar la fase final de l'Eurocopa 2016 a França.

## Estadístiques
| Club                                              | Temporada     | Lliga   | Lliga | Copa    | Copa | Europa  | Europa | Altres¹ | Altres¹ | Total   | Total |
| Club                                              | Temporada     | Partits | Gols  | Partits | Gols | Partits | Gols   | Partits | Gols    | Partits | Gols  |
| ------------------------------------------------- | ------------- | ------- | ----- | ------- | ---- | ------- | ------ | ------- | ------- | ------- | ----- |
| Lokomotiva                                        | 2011–12       | 1       | 0     | –       | –    | –       | –      | –       | –       | 1       | 0     |
| Lokomotiva                                        | 2012–13       | 17      | 2     | 6       | 2    | –       | –      | –       | –       | 23      | 4     |
| Lokomotiva                                        | 2013–14       | 31      | 7     | –       | –    | 2       | 0      | –       | –       | 33      | 7     |
| Lokomotiva                                        | Total         | 49      | 9     | 6       | 2    | 2       | 0      | –       | –       | 57      | 11    |
| Dinamo de Zagreb                                  | 2014–15       | 32      | 11    | 7       | 0    | 8       | 3      | 1       | 0       | 48      | 14    |
| Dinamo de Zagreb                                  | 2015–16       | 27      | 8     | 0       | 0    | 12      | 3      | –       | –       | 39      | 11    |
| Dinamo de Zagreb                                  | Total         | 55      | 16    | 7       | 0    | 20      | 6      | 1       | 0       | 83      | 22    |
| Total carrera                                     | Total carrera | 104     | 25    | 13      | 2    | 20      | 6      | 1       | 0       | 138     | 33    |
| ¹Inclou participacions a la Supercopa croata 2014 |               |         |       |         |      |         |        |         |         |         |       |

## Palmarès
Dinamo de Zagreb
- Prva HNL: 2014–15
- Copa croata: 2014–15